# St. Martinus (West-Souburg)

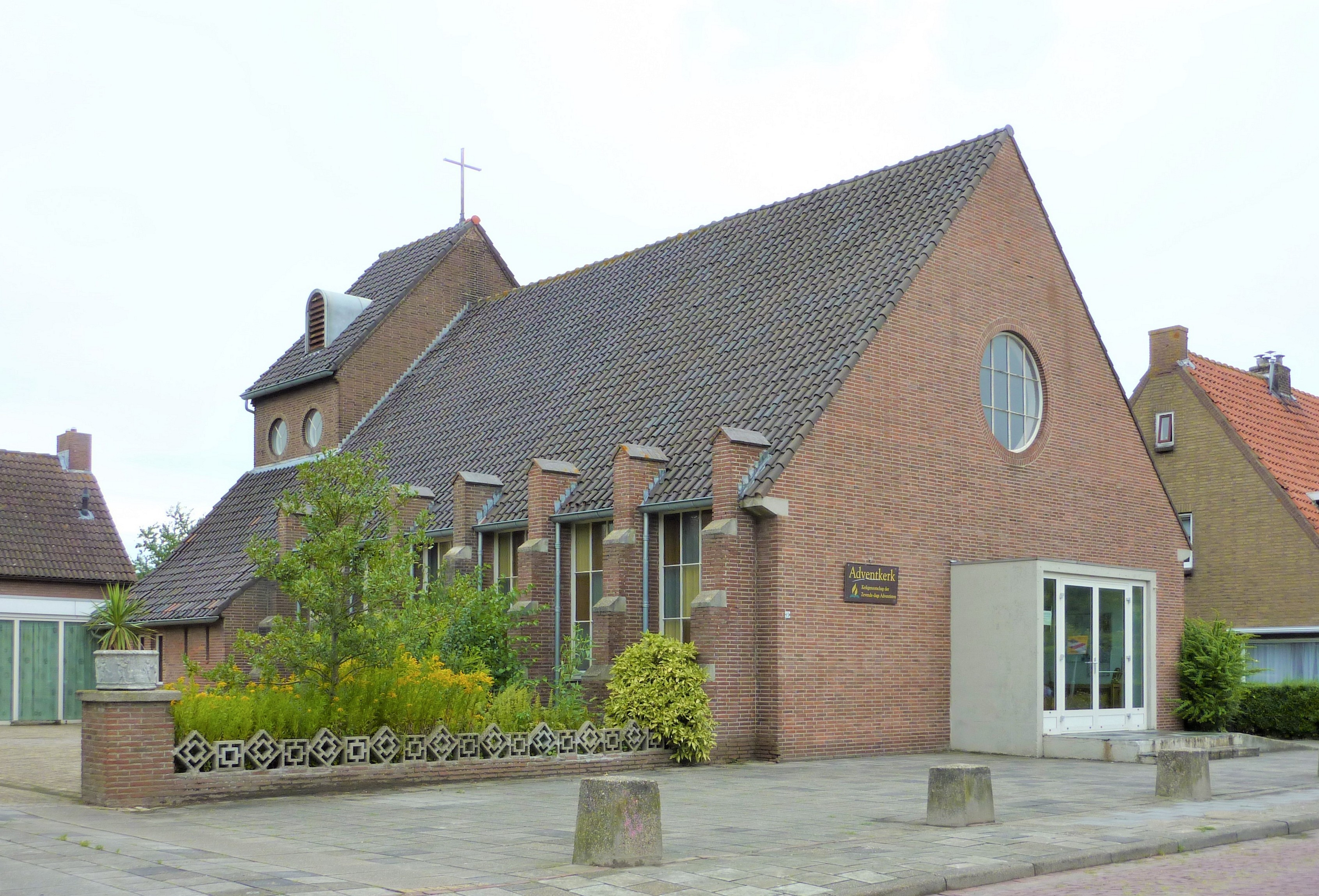
St. Martinus

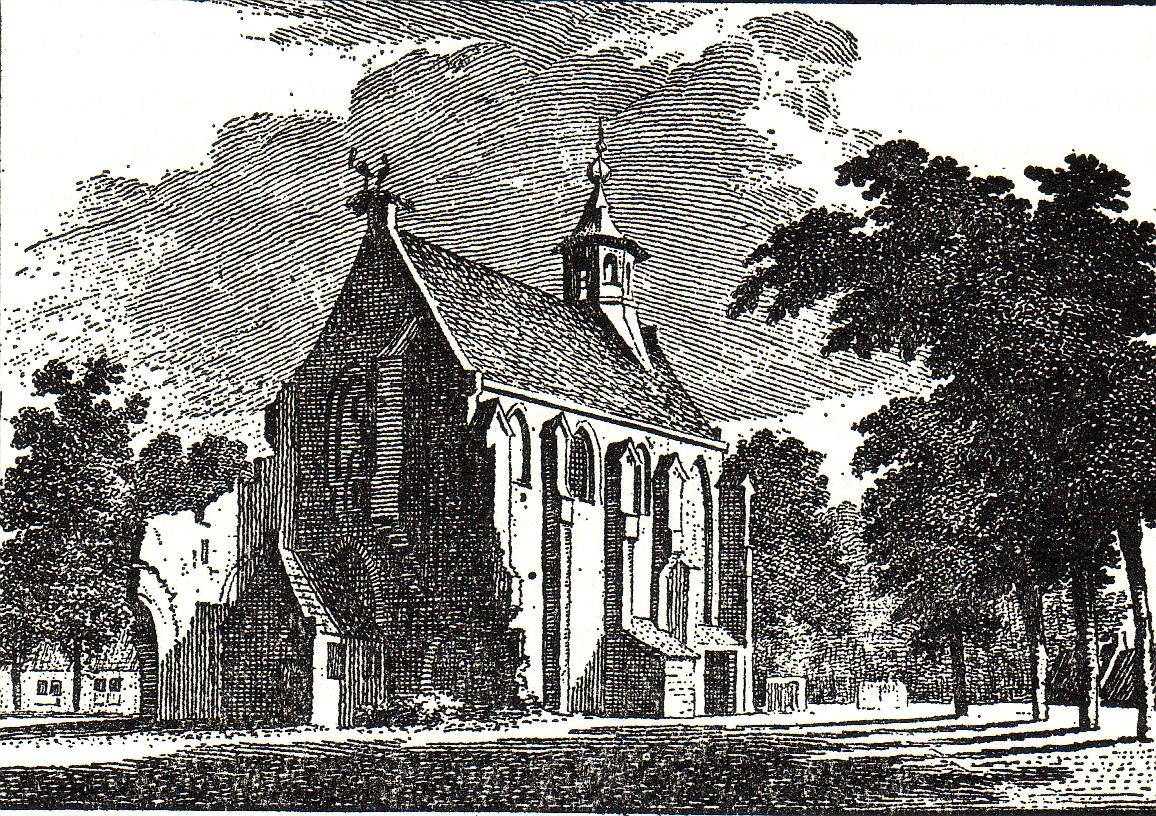
Die alte Kirche zu West-Souburg 1743

St. Martinus war die römisch-katholische Pfarrkirche des Vlissinger Ortsteils West-Souburg in der niederländischen Provinz Zeeland.

## Geschichte
Vor 1050 wurde durch das Anwachsen der Bevölkerung im südlichen Walcheren die Errichtung einer neuen Pfarrkirche in West-Souburg notwendig. Die Abpfarrung erfolgte vom Westmünster zu Middelburg. Die neue Kirche wurde später Kollegiatkirche und selbst Mutter neuer Tochterpfarreien, nämlich von Oost-Souburg, Oud-Vlissingen und Ritthem um 1235, Nieuwwerve um 1300 und Nieuw-Vlissingen nach 1308. Während des Achtzigjährigen Krieges wurde die Kirche im Zuge der Belagerung Middelburgs 1572 bis 1574 so schwer in Mitleidenschaft gezogen, dass man sich entschloss, das gotische Hallenlanghaus niederzulegen. Lediglich der Chor wurde als Raum für den reformierten Gottesdienst wiederhergestellt. 1833 wurde auch der Chor niedergelegt und die Gottesdienste fortan nur noch in der Kirche zu Oost-Souburg gefeiert. 
Die Tradition dieser alten Pfarrkirche West-Souburgs wurde durch die römisch-katholische Kirche, die in Vlissingen ab 1757 wieder Gottesdienste feiern durfte, wieder aufgegriffen, nachdem man sich nach dem Anwachsen der Gemeinde im Raum Vlissingen zum Neubau einer Pfarrkirche in West-Souburg entschied, die das Patrozinium des heiligen Martinus von Tours aufgriff. Die Kirche wurde 1938 errichtet und bereits kurze Zeit später während des Zweiten Weltkrieges schwer beschädigt. Der Bau wurde wiederhergestellt und 1966 der Chorraum vergrößert. Anfang der 1990er Jahre konnte die katholische Kirche den Sakralbau nicht mehr halten. Die Kirche wurde aufgegeben und wird heute als Adventkerk von den Siebenten-Tags-Adventisten genutzt.